# Deutsches Exilarchiv
Das Deutsche Exilarchiv 1933–1945 ist Teil der Deutschen Nationalbibliothek. Seine Sammlung umfasst Exilliteratur, Autographen und Nachlässe deutschsprachiger Emigranten.

## Geschichte
Die Geschichte des Deutschen Exilarchivs 1933–1945 der Deutschen Nationalbibliothek geht auf die frühe Nachkriegszeit zurück. Gemeinsam mit ehemals Exilierten, die in der schweizerischen Landesgruupe des Schutzverbandes Deutscher Schriftsteller organisiert waren, begann der damalige Direktor der Deutschen Bibliothek Hanns Wilhelm Eppelsheimer 1948 mit der Einrichtung einer „Bibliothek für Emigrationsliteratur“. Zu den Initiatoren im Schutzverband der Deutschen Schriftsteller in der Schweiz gehörten Walter Fabian, Jo Mihaly und Kurt Hirschfeld. Sie sahen in der Gründung der Sammlung ein „Instrument der politischen Aufklärung“ und ein „Kampfmittel gegen das sich von neuem erfrechenden Nazitum“. 
Die Sammlung wurde 1965 erstmals mit der Ausstellung „Exil-Literatur 1933–1945“ der Öffentlichkeit präsentiert. Dadurch erhielt die Exilforschung in Deutschland neue Anstöße. Das Exilarchiv gehörte zu den außeruniversitären Forschungseinrichtungen, die trotz des gesellschaftlichen und wissenschaftlichen Desinteresses unbeirrt Zeugnisse der deutschsprachigen Emigration sammelten und zugänglich machten. 
Durch ein Gesetz aus dem Jahr 1969 wurde der Ausbau der Sondersammlung zum „Deutschen Exilarchiv 1933–1945“ beschlossen. Bereits in den frühen 1970er Jahren wurden Nachlässe von emigrierten Personen und Archivbestände von Exilorganisationen angekauft. Sie bilden den Schwerpunkt der Sammlung. Mit dem Gesetz über die Deutsche Nationalbibliothek vom 22. Juni 2006 wurde die Arbeit des Deutschen Exilarchivs als Aufgabe der Nationalbibliothek festgeschrieben.
Heute gehören auch die im Leipziger Haus verortete „Sammlung Exilliteratur“ und die Anne-Frank-Shoah-Bibliothek organisatorisch zum Deutschen Exilarchiv 1933–1945.
Die Sammlung umfasst mehr als 23.000 Bücher und Broschüren, 13.000 Zeitschriften-Bände oder Hefte zu rund 1.200 Zeitschriftentiteln. Hinzu kommen über 300 Nachlässe und Teilnachlässe sowie eine umfangreiche Sammlung von Einzelstücken und Konvoluten wie Briefsammlungen, Einzelbriefe und Manuskripte. Des Weiteren wurden zahlreiche Flugblätter und Zeitungsausschnitte angesammelt. Das Deutsche Exilarchiv verfügt zudem über einen Leseraum, in dem Originalmaterialien der Sammlung nach Voranmeldung eingesehen werden können. 30 Exilzeitschriften wurden im Projekt „Exilpresse Digital“ digitalisiert und sind über das Portal der Deutschen Nationalbibliothek abrufbar. Die gesamte Monografiensammlung wurde ebenfalls digitalisiert. Gemeinfreie Werke sind über das Bibliotheksportal weltweit aufrufbar, urheberrechtlich geschützte Werke können in den Lesesälen der Deutschen Nationalbibliothek in Frankfurt am Main und Leipzig in digitaler Form genutzt werden.
Eine wichtige Aufgabe des Deutschen Exilarchivs ist die kulturelle Vermittlungsarbeit. Mit Wechselausstellungen, einem Veranstaltungsprogramm, Führungen und der Dauerausstellung „Exil. Erfahrung und Zeugnis“ vermittelt das Exilarchiv seine Themen in die Öffentlichkeit. Mit der virtuellen Ausstellung „Exil. Erfahrung und Zeugnis“ und dem kooperativen Netzwerkprojekt „Künste im Exil“ ist das Archiv mit seinen Themen zudem überörtlich und jederzeit präsent.
Geleitet wurde das Deutsche Exilarchiv 1933–1945 anfangs von Eppelsheimer, seit 1959 von Werner Berthold, seit 1984 von Brita Eckert und seit 2011 von Sylvia Asmus.

## Veröffentlichungen (Auswahl)
- Werner Berthold: Exil-Literatur 1933–1945: Ausstellung der Deutschen Bibliothek, Frankfurt am Main, Mai bis August 1965. Selbstverlag, Frankfurt am Main 1965, OCLC 174234774.
- Archivalienkatalog des Deutschen Exilarchivs 1933–1945. ZDB-ID 2393386-0